# 1692
1692 (MDCXCII) var ett skottår som började en tisdag i den gregorianska kalendern och ett skottår som började en fredag i den julianska kalendern.

## Händelser

### Mars
- 22 mars – Kejsaren av Kina utfärdar Tolerensediktet som erkänner alla romersk-katolska kyrkor, inte bara Jesuiter, och legaliserar missionärsarbete i Kina.[1]

### September
- 8 september – En jordbävning med epicentrum i östra Belgien drabbar bland annat London, England.[2][3][4][5][6]

### Okänt datum
- Byggandet av orgeln i Uppsala domkyrka fullbordas av tysken H.H. Cahman.
- Gymnasiet i Kalmar grundas.
- Häxprocesser äger rum i Salem, Massachusetts.
- Wiens konstakademi bildas.

## Födda
- 8 april – Giuseppe Tartini, italiensk kompositör.
- 15 april – Halldór Brynjólfsson, isländsk biskop.
- 22 april – James Stirling, skotsk matematiker.
- 11 september - Ingela Gathenhielm, svensk kapare.
- 23 september – Eric Burman, svensk meteorolog.
- 15 oktober – Alessandro Albani, italiensk kardinal och författare.
- 18 oktober – Magnus Beronius, svensk ärkebiskop 1764–1775.
- Domenico Gregorini, italiensk arkitekt.

## Avlidna
- 22 mars – Agostino Carracci, italiensk målare.
- 26 maj – Krister Klasson Horn, svensk generalguvernör, riksråd och fältmarskalk.
- Louise-Anastasia Serment, fransk naturfilosof.

### Fotnoter
1. ↑  ”An International Symposium in Commemoration of the 3rd Centenary of the death of Tomás Pereira, S.J.”. In the Light and Shadow of an Emperor: Tomás Pereira, S.J. (1645–1708), the Kangxi Emperor and the Jesuit Mission in China. Lisbon, Portugal and Macau, China. 2008. Arkiverad från originalet den 22 augusti 2009. https://www.webcitation.org/5jCsxGlBp?url=http://www.viadeo.com/hub/affichefil/?hubId=0021blweg7pn3crr. Läst 15 augusti 2009.
2. ↑  Stratton, J.M. (1969). Agricultural Records. John Baker. ISBN 0-212-97022-4
3. ↑  ”Paris den 9. Sept.”. Ordinarie Stockholmiske Posttijdender:  s. 5. 26 september 1692. https://tidningar.kb.se/2979645/1692-09-26/edition/145134/part/1/page/5/.
4. ↑  ”Londen den 9. Sept.”. Ordinarie Stockholmiske Posttijdender:  s. 6. 26 september 1692. https://tidningar.kb.se/2979645/1692-09-26/edition/145134/part/1/page/6/.
5. ↑  ”Luttig den 9. Sept.”. Ordinarie Stockholmiske Posttijdender:  s. 7. 26 september 1692. https://tidningar.kb.se/2979645/1692-09-26/edition/145134/part/1/page/7/.
6. ↑  ”Brussel den 11. Sept.”. Ordinarie Stockholmiske Posttijdender:  s. 8. 26 september 1692. https://tidningar.kb.se/2979645/1692-09-26/edition/145134/part/1/page/8/.